# Georges Grimard
Georges François Joseph Grimard (Bergen, 2 november 1858 - Ukkel, 5 december 1926) was een Belgisch volksvertegenwoordiger en senator.

## Levensloop
Grimard promoveerde tot doctor in de rechten (1883) aan de ULB en vestigde zich als advocaat. 
Voor de liberale partij werd hij provincieraadslid voor Brabant (1892-1894). In 1894 behoorde hij tot de groep Justice die overstapte van de Liberale Associatie van Brussel naar de Belgische Werkliedenpartij (BWP).
Hij werd gemeenteraadslid van Brussel (1895-1899).
In 1898 werd hij verkozen tot socialistisch volksvertegenwoordiger voor het arrondissement Thuin, tot in 1900 en van 1900 tot 1908 was hij provinciaal senator voor de provincie Luik.